# Jean Laville
Pour les articles homonymes, voir Laville.
Jean Laville, né le 9 mars 1880 à Toulon-sur-Arroux en Saône-et-Loire et mort le 24 août 1938 à Gueugnon en Saône-et-Loire, est un homme politique français, membre de la SFIO dans l'entre-deux guerres. Il est l'un des rares hommes politiques de l'époque d'origine ouvrière.

## Famille
Après avoir passé son enfance à Toulon-sur-Arroux, Jean Laville, fils d'un tailleur de pierre et petit-fils d'un tisserand, devient charpentier. Après avoir exécuté son Tour de France comme Compagnon du Devoir, il s'installe comme maître-charpentier à Gueugnon en 1906, puis il fonde une entreprise de sciage. Son mariage avec Marcelle Jondot, le 28 janvier 1906 à Uxeau, lui donna deux filles : Alice née en 1909 (décédée à Ajaccio) et Louise née le 19 mai 1911 (morte à l'âge de 21 ans le 19 mai 1932).

## L'éveil du prolétaire et du pacifiste
Dès l'âge de 19 ans, avec l'expérience des grandes grèves de la région, de 1899 à 1901, le jeune homme prend conscience de la profondeur des injustices mais aussi la force des prolétaires lorsqu'ils s'unissent et s'organisent pour agir ensemble. Gagné par les idées socialistes, il s'exalte au contact de personnalités telles que Jean Bouveri, Meulie, Jean-Baptiste Dumay (héros de la Commune du Creusot), Georges Nouelle, Théo Bretin ou Merzet.
Jean Laville fait toute la Première Guerre mondiale en tant que sous-officier d'infanterie, puis adjudant. Grièvement blessé à la mâchoire, il est titulaire de la Croix de guerre, de la médaille militaire et de la Légion d'honneur. De l'enfer des tranchées, il garde toute sa vie durant la haine de la guerre et devient un farouche combattant de la paix : il adhère à l'Association républicaine des anciens combattants (ARAC), fondée par Henri Barbusse et Paul Vaillant-Couturier.
Revenu du front, il reprend son travail aux forges de Gueugnon, mais est licencié par Pierre Campionnet, maître des forges et maire de la ville, lorsqu'il mène une grève avec le syndicat qu'il avait créé.

## L'engagement politique

### Enracinement local
Il se lance alors dans la batailles des élections municipales de 1919 où, à la surprise de tous, sa liste écrase celle coalisée de Campionnet et du comte de Chargères, qui avaient été tous deux aux affaires de la ville et du canton pendant près de 70 ans. Sa carrière politique commence alors.
Avec Jean Bouveri, maire de Montceau-les-Mines, et Roux, un ouvrier mineur maire d'Épinac, Jean Laville est l'un des rares élus de cette époque d'origine ouvrière. En 1919 toujours, il est élu conseiller général du canton de Gueugnon.
Il reste maire de la commune jusqu'à sa mort en 1938 (réélection en 1925, en 1931 en obtenant 8 203 voix sur 13 041 votants et en 1937, au premier tour, avec 9 497 voix sur 16 877 votants) ainsi que conseiller général du canton.

### Envergure nationale
En 1928, ayant adhéré au Parti Socialiste SFIO en 1923 dirigé par Léon Blum, Paul Faure et Jean Longuet, il est le candidat du parti pour la deuxième circonscription de Saône-et-Loire. Après une campagne électorale acharnée, il est élu député face à Berthelot, candidat radical socialiste, et le reste également jusqu'à sa mort (réélu en 1932 face à Morin et Waldeck Rochet, et en 1936 face à Jacques Meniaud).
Député, Jean Laville, grand pacifiste, prend la défense des anciens combattants de la guerre de 1870, surtout des mobilisés de la garde nationale et il s'oppose violemment, dès 1929, à la construction de la Ligne Maginot. Membre de la commission d'Alsace-Lorraine et de la commission du travail, il est aussi secrétaire de la commission des pensions.
Jean Laville devient également un farouche ennemi de la religion catholique, ce qui se manifeste par la destruction des croix et calvaires à Gueugnon. À la Chambre des députés, il voue une haine tenace à l'abbé Desgranges, qu'il hue publiquement à chacune de ses interventions. Il participe à la création d'une section de la Libre Pensée à Gueugnon et donne le nom d'Ernest Renan à une rue de sa ville.

## Son action
Il apporte de nombreuses améliorations pour le bien-être des habitants de sa commune, puis de sa circonscription, mais défend toute sa vie le droit des ouvriers et une société plus juste. Lors de la victoire électorale du Front populaire entraînant la constitution du gouvernement de Léon Blum en 1936 et toujours prêt à prendre « la défense des humbles et des travailleurs dont il était », comme il aimait à le rappeler souvent, Jean Laville appelle les ouvriers des forges de Gueugnon à créer un syndicat CGT. Le résultat fut impressionnant, puisque pratiquement tout le personnel se syndiqua, soit 1 800 adhérents.

## Décès
Jean Laville décède brusquement d'une affection du foie le 24 août 1938 à son domicile à l'âge de 58 ans, au sommet de sa popularité, alors qu'on lui prédisait un bel avenir sur le plan national. Déjà, dans cette période de dangers de guerres en Europe, la population voyait dans la disparition d'un des grands défenseurs du droit, de la justice et de la paix, un signe annonciateur de douloureuses épreuves à venir.
L'enterrement de Jean Laville eut lieu le 27 août. Une foule bouleversée de plus de 8 000 personnes (hommes politiques et plusieurs milliers de sympathisants) suivirent le char funèbre, drapé des couleurs de la nation française, jusqu'au cimetière de Gueugnon.

## Hommages
Édouard Herriot prononça son éloge funèbre, déclarant notamment : 

« Étant entré dans le parti socialiste, Jean Laville en adopte tout le programme. Travailleur, il croit aux droits du travail et entend les voir étendus. Sa parole toujours directe, ses interventions même un peu rudes traduisent la simplicité et la sincérité de sa conviction. Dès 1928, il défend les congés payés, l'intangibilité des salaires, le droit syndical, l'application aux agriculteurs des progrès sociaux, le contrôle des prix; fidèle à la tradition républicaine, il demande aussi l'extension de l'enseignement. Dans les commissions dont il faisait partie, nous l'avons connu loyal et franc, vigoureux, plus soucieux de son devoir que de son intérêt. Cet homme droit aimait à dire que le socialisme porte en lui toutes les forces et tous les espoirs du monde du travail. »

En hommage à son action pour la ville de Gueugnon, le conseil municipal donna son nom au stade qu'il avait décidé de construire en 1935 (et qui fut construit après la guerre). Plusieurs villes ont également donné son nom à une de leurs rues ou avenues. Sa tombe, une stèle à son effigie de granite du Morvan, taillée par son frère et un bas relief, en bronze, œuvre du fils de son ami Jean Longuet, Karl-Jean Longuet (petit-fils de Karl Marx), se trouvent toujours au cimetière de Gueugnon.

## Distinctions
- Chevalier de la Légion d'honneur (13 mars 1933)[2]
- Médaille militaire
- Croix de guerre 1914–1918